# HD 68450
HD 68450，又名CD-36 4291，SAO 198898、HR 3219，是一颗恒星，视星等为6.44，位于銀經254.47，銀緯-2.02，其B1900.0坐标为赤經8h 7m 19.9s，赤緯-36° -2.02′ 42″。